# Chaas

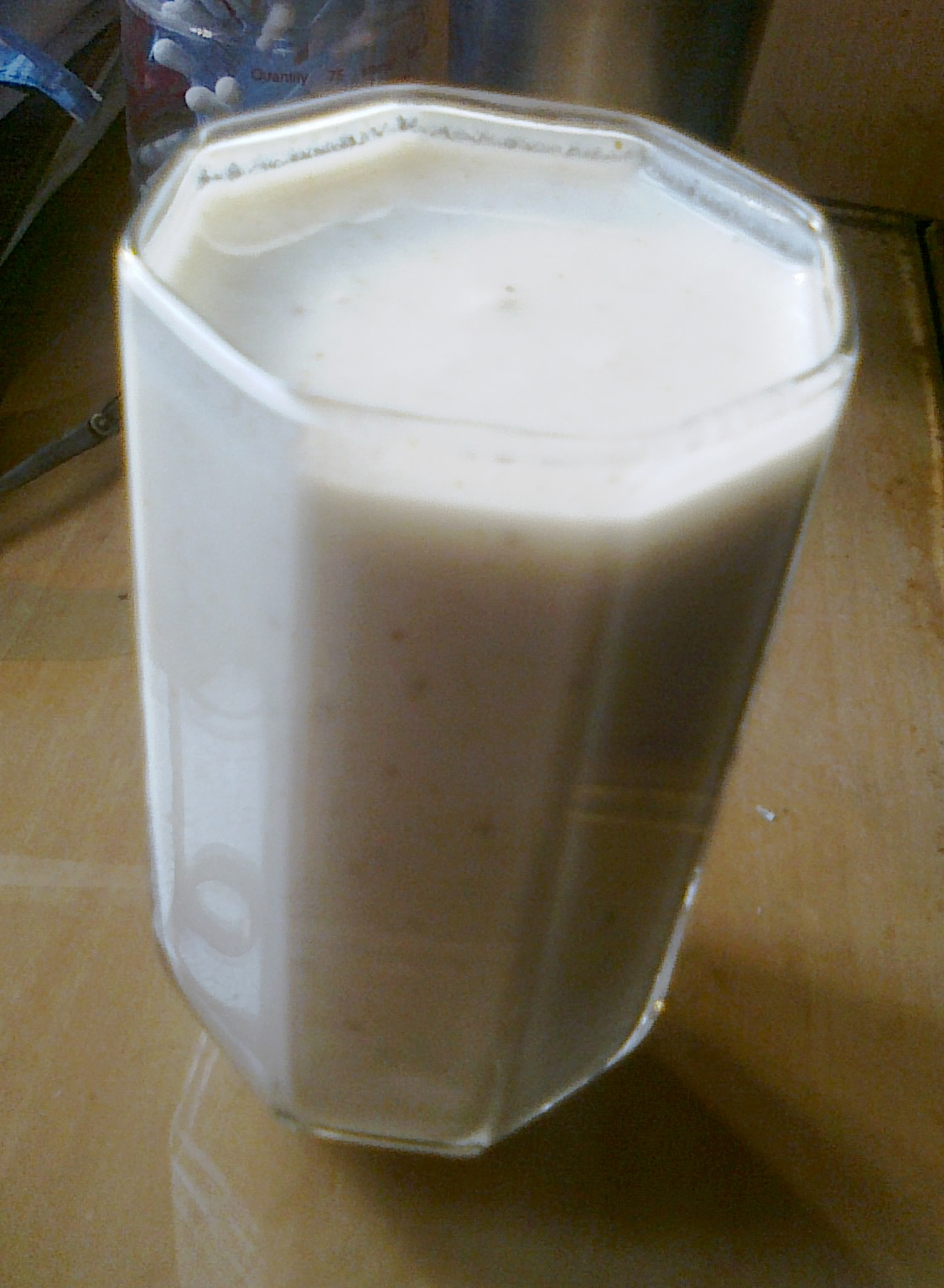
Mattha servi dans le nord de l'Inde.

Le chaas, ou chhash (prononcer : chaa-ch) est une boisson traditionnelle au Gujarat et au Rajasthan, dans l'ouest de l'Inde. Elle est issue de lait fermenté, babeurre ou yaourt dilué, et porte le nom de ghol au Bangladesh, mattha dans le nord de l'Inde, et tak au Maharashtra. Ce sont les divers noms régionaux de la boisson similaire, le lassi.
Traditionnellement, le breuvage est issu du barattage d'une crème fermentée partiellement avec du dahi (yaourt) après extraction du beurre, qui sera transformé en ghi.
Il est également obtenu en mélangeant un volume de yaourt pour deux volumes d'eau.
Agrémenté d'épices et salé, le chaas est le plus souvent bu l'été avec de la glace.